# Albrecht De Vriendt
Albrecht François Lieven De Vriendt (Gent, 8 december 1843 - Antwerpen, 14 oktober 1900) was een Belgisch kunstschilder. Hij was de broer van Juliaan De Vriendt. In 1880 trouwde hij met Laure Fiévé, met wie hij vijf kinderen kreeg.

## Leven en werk
De Vriendt was de zoon van decoratieschilder Jan Bernard (Jean) de Vriendt (1809-1868), die zijn interesse voor Vlaamse kunst en taal op zijn zonen overbracht. Na een eerste opleiding van hem ontvangen te hebben, trokken de broers naar Antwerpen, waar ze onder invloed kwamen van Hendrik Leys. Juliaan en Albert zouden samen verschillende reizen maken. In 1869 bezochten ze Duitsland, in 1880 Italië. Datzelfde jaar trokken ze ook naar Egypte en Palestina.
Na het overlijden van Karel Verlat werd De Vriendt in 1891 aangesteld als bestuurder van de Koninklijke Academie voor Schone Kunsten van Antwerpen. Toen hij in 1900 overleed, was het zijn broer die na hem deze functie vervulde. Als meesterwerk van de schilder geldt zijn decoratie van de gotische zaal in het stadhuis van Brugge, een werk dat voltooid werd door zijn broer en diens zoon Samuel De Vriendt.
De kunstenaar was lid van verschillende academies en genootschappen. Verschillende eerbetuigen vielen hem ook te beurt. Zo was hij onder meer sinds 1894 commandeur in de Leopoldsorde, grootofficier in de Orde van Isabella de Katholieke en commandeur in de Orde van Verdienste van de Heilige Michaël. Tot zijn leerlingen behoorden onder meer Pieter Franciscus Dierckx, Georges Lemmers, Frans Mortelmans, Isidore Opsomer, Hendrik Jan Wolter en Emile Rommelaere.

## Galerij

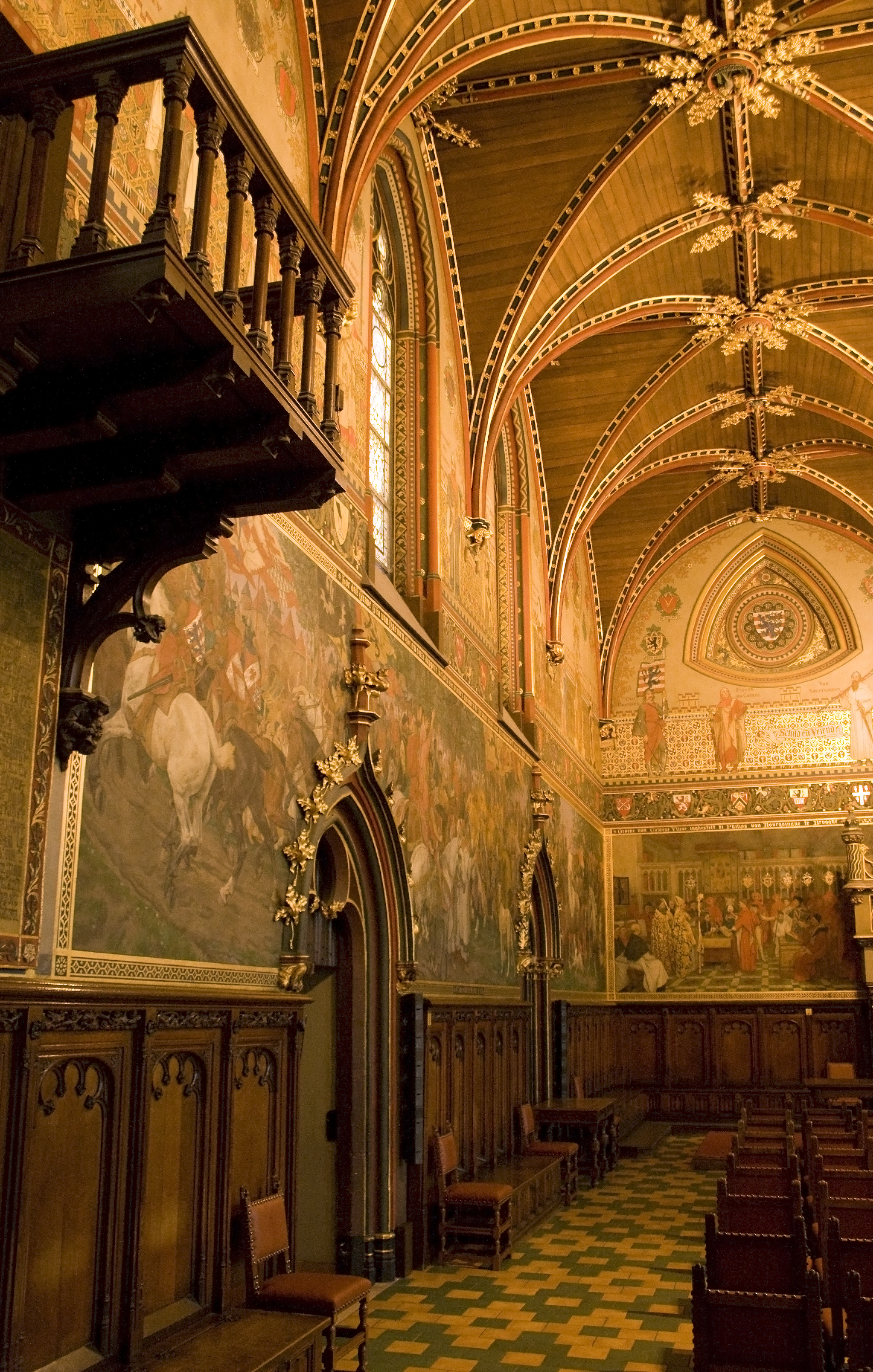
Gotische zaal in Brugse stadhuis
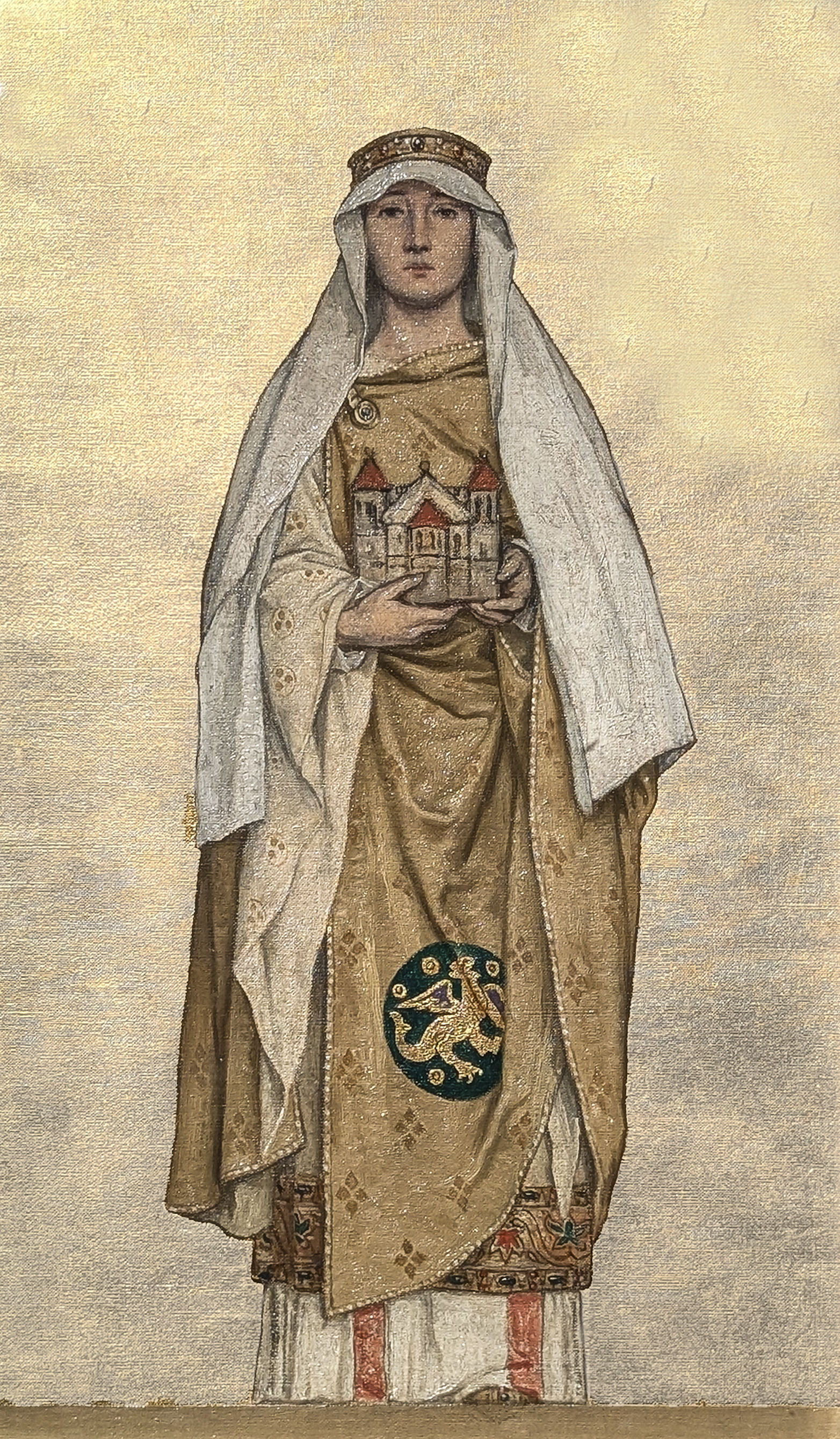
Judith van West-Francië